# 얀 데 브리스

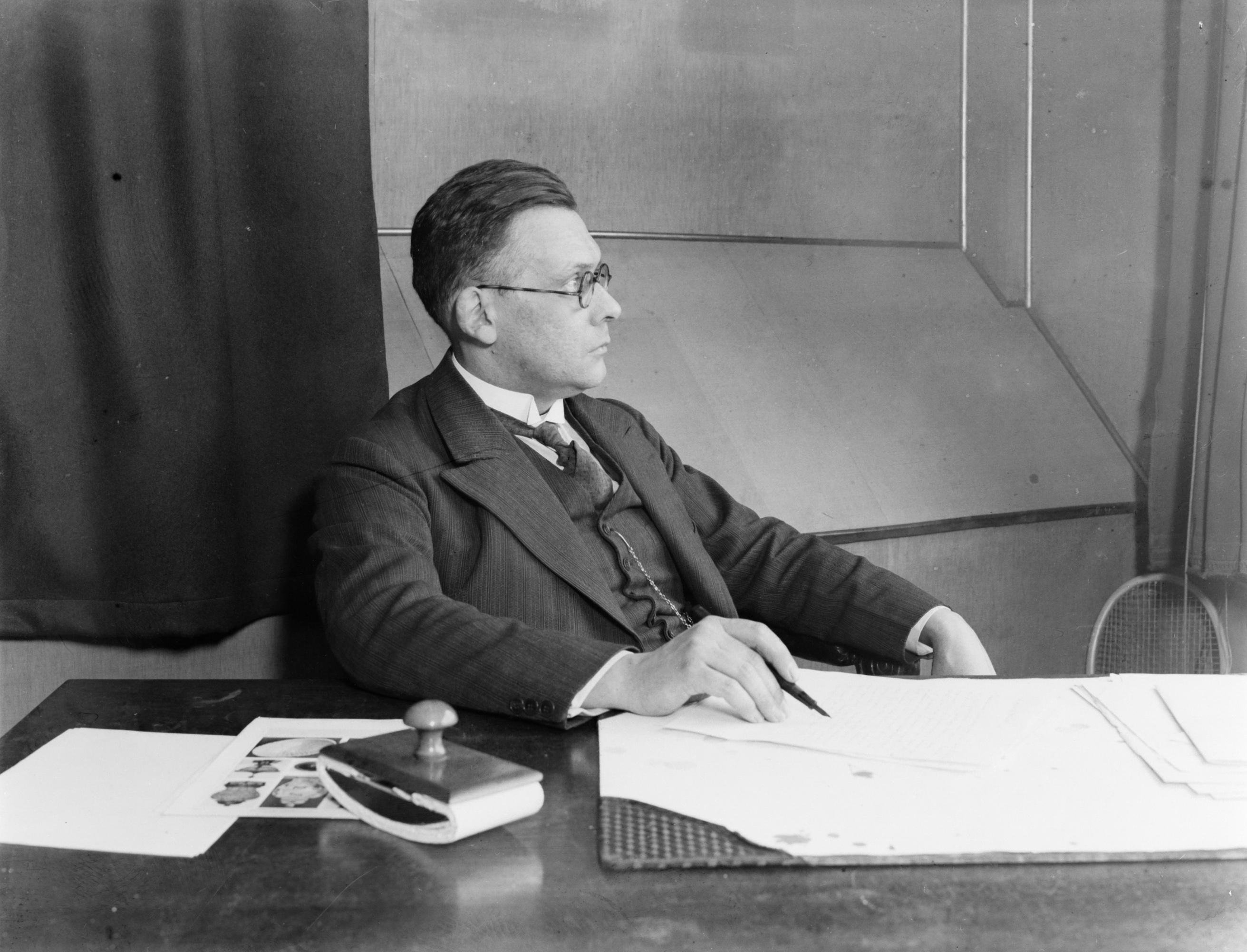
1932년의 모습

얀 데 브리스(네덜란드어: Jan Pieter Marie Laurens de Vries, 1890년 2월 11일 ~ 1964년 7월 23일)는 네덜란드의 언어학자이자 신화학자로, 1926년부터 1945년까지 레이던 대학교의 교수였다. 신화학과 민족지학에도 큰 관심이 있어, 고대 노르드 문헌에 대한 방대한 연구를 남겼다.

## 같이 보기
- 가브리엘 터빌 피터
- 소푸스 부게
- 루돌프 지메크
- 레오 바이스게르버